# Antonín Puč
Antonín Puč (Jinonice, 16 mei 1907 – Praag, 18 april 1988) was een Tsjechisch voetballer die veel voor het voetbal in zijn land en omstreken betekende. Hij is topscorer aller tijden van het Tsjecho-Slowaaks voetbalelftal.
Puč maakte in de WK-finale van 1934, die met 2-1 door Italië werd gewonnen, in de 70e minuut de enige goal aan de kant van Tsjecho-Slowakije. Hij stierf op 80-jarige leeftijd.